# Pontils
Pontils è un comune spagnolo situato nella comunità autonoma della Catalogna.